# Sebatu
Sebatu est une commune indonésienne de la province de Bali.

## Culture
Jean-Louis Berdot y a tourné Desa Kala Patra. Sebatu, village balinais